# Contingentie
Contingentie (Latijn: contingentia, mogelijkheid, toeval) is een toekomstige gebeurtenis of omstandigheid die mogelijk is maar niet met zekerheid kan worden voorspeld. Het is het tegengestelde van noodzakelijkheid. Zo is bijvoorbeeld de bewering Alle echtgenoten zijn getrouwd noodzakelijk waar, maar Alle Ford Model T's zijn zwart niet, zodat dit voorbeeld contingent is. Contingent kan dus waar zijn, maar niet noodzakelijk.
Het contingentiebeginsel zoals geformuleerd door Thomas van Aquino stelt dat elk objectief ervaarbaar ding (plant, dier, mens) iets toevalligs heeft, dat evengoed anders had kunnen zijn. Het heeft eigenschappen die daaraan toevallig toekomen (toevallen). 
In de Hindoeïstische filosofie geldt het principe van samānādhikaranam, dat letterlijk als coïncidentie (samenval) kan begrepen worden en ervan uitgaat dat elk object of subject als entiteit op een kruisingsvlak van universele eigenschappen ligt.
De ontwikkeling van de twintigste-eeuwse filosofie toont een tendens tot het steeds sterker benadrukken van deze contingentie van entiteiten. Het existentialisme wijst zelfs op een vermeende contingentie van heel het bestaan, het zijn zou bepaald zijn door louter toeval. 
De Amerikaanse postmodernistische en pragmatische filosoof Richard Rorty voert deze tendens tot de uiterste consequentie door in zijn filosofie: volgens hem zou de filosofie zich überhaupt niet langer moeten bekommeren om de vraag of iets een universele waarheid is of contingent. Alle ideeën zijn immers contingent en cultureel bepaald; de filosofie kan zich bijgevolg beter bezighouden met de interpretatie van ideeën als cultureel product en ondergeschikt zijn aan de morele praxis: het is beter gewoon goed te handelen in plaats van zich druk te maken over de universele gelding van de algemene norm die aan dat handelen ten grondslag zou liggen. Ook zijn eigen opvatting is volgens Rorty slechts contingent waar: het is een levensleer waarmee hijzelf praktisch leven kan en die hij slechts wil suggereren aan de lezer. Enige pretentie een noodzakelijke waarheid te verkondigen, zou ontbreken.
In de organisatiekunde gaat de contingentiebenadering uit van de gedachte dat elke omgeving aangepast gedrag verlangt. In een organisatie ontstaan voor elk type omgevingsrelatie op die manier aparte afdelingen met een voor die omgevingsrelatie geschikte cultuur, werkwijze en professionalisering.